# Ortygornis
Ortygornis – rodzaj ptaków z podrodziny bażantów (Phasianinae) w obrębie rodziny kurowatych (Phasianidae).

## Zasięg występowania
Rodzaj obejmuje gatunki występujące w Afryce, na Bliskim Wschodzie i w południowej Azji.

## Morfologia
Długość ciała 30–38 cm; masa ciała samic 200–375 g, samców 255–510 g.

## Systematyka

### Etymologia
- Ortygornis: gr. ορτυξ ortux, ορτυγος ortugos „przepiórka”; ορνις ornis, ορνιθος ornithos „ptak”[6].
- Dendroperdix: gr. δενδρον dendron „drzewo”; περδιξ perdix, περδικος perdikos „kuropatwa”[7]. Typ nomenklatoryczny: Perdix sephaena A. Smith, 1836.
- Limnocolinus: gr. λιμνη limnē „bagno”; rodzaj Colinus Goldfuss, 1820 (przepiór)[8]. Typ nomenklatoryczny: Perdix gularis Temminck, 1815.

### Podział systematyczny
Gatunki O. pondicerianus i O. gularis zostały przeniesione z rodzaju Francolinus, natomiast gatunek O. sephaena z monotypowego rodzaju Dendroperdix; w takim ujęciu do rodzaju należą następujące gatunki:
- Ortygornis sephaena (A. Smith, 1836) – frankolin czubaty
- Ortygornis pondicerianus (J.F. Gmelin, 1789) – frankolin indyjski
- Ortygornis gularis (Temminck, 1815) – frankolin bagienny